# Ebony Morrison
Pour les articles homonymes, voir Morrison.
Ebony Leea Morrison, née le 28 décembre 1994, est une hurdleuse américano-libérienne spécialiste du 100 m haies. En 2022, elle remporte une médaille d'argent aux championnats d'Afrique.

## Carrière
Sous les couleurs des États-Unis, elle remporte la médaille d'or du relais 4 x 100 m lors des championnats d'Amérique du Nord, d'Amérique centrale et des Caraïbes espoirs 2016 à San Salvador.
En 2021, Ebony Morrison participe aux Jeux olympiques d'été de 2020 à Tokyo où elle est une des trois athlètes représentant le Liberia — avec Emmanuel Matadi et Joseph Fahnbulleh. Elle est également porte-drapeau à la cérémonie d'ouverture des Jeux avec Fahnbulleh. Pendant les Jeux, elle est éliminée en demi-finale du 100 m haies.
Le 10 juin 2022, elle rafle la médaille d'argent du 100 m haies en 12 s 77 aux Championnats d'Afrique derrière la Nigériane Tobi Amusan (12 s 57). Quelques mois plus tôt, elle avait été éliminée aux portes de la finale du 60 m haies aux Championnats du monde en salle en finissant 4e de sa demi. Lors de cette compétition, elle bat par deux fois le record national en 8 s 07.
Elle est médaillée d'or du 100 mètres haies et médaillée de bronze du 4 x 100 mètres aux Championnats d'Afrique d'athlétisme 2024 à Douala.

## Palmarès
| Date | Compétition            | Lieu         | Place | Épreuve     | Temps   |
| ---- | ---------------------- | ------------ | ----- | ----------- | ------- |
| 2022 | Championnats d'Afrique | Saint-Pierre | 2e    | 100 m haies | 12 s 77 |
| 2024 | Jeux africains         | Accra        | 2e    | 4 × 100 m   | 44 s 02 |
| 2024 | Championnats d'Afrique | Douala       | 1re   | 100 m haies | 12 s 70 |
| 2024 | Championnats d'Afrique | Douala       | 3e    | 4 × 100 m   | 44 s 38 |